# Hybomitra caucasica
Hybomitra caucasica är en tvåvingeart som först beskrevs av Günther Enderlein 1925.  Hybomitra caucasica ingår i släktet Hybomitra och familjen bromsar. Inga underarter finns listade i Catalogue of Life.